# 斎藤繁美
齊藤 繁美（さいとう しげみ、1937年2月25日 - ）は、日本の射撃競技（ライフル射撃）選手。自衛隊所属。オリンピックに2回（1964年東京・1968年メキシコシティー）に出場した。

## 経歴
山口県出身。山口市立宮野中学校卒業。
1964年東京オリンピックに男子スモール・ボア・ライフル3姿勢とフリー・ライフル3姿勢の2種目で出場した。
1967年のアジア射撃選手権（東京）では、エアライフル種目で7位入賞。
1968年メキシコシティーオリンピックには男子スモール・ボア・ライフル伏射で出場。
1971年のアジア射撃選手権（東京）では、50mライフル伏射種目で5位入賞。
国体には1984年以後たびたび出場しており、2001年・2002年国体では50mK20M種目で2年連続して銀メダルを獲得している。